# Pristimantis affinis
Espèce
Synonymes
- Hylodes affinis Werner, 1899
- Eleutherodactylus affinis (Werner, 1899)

Statut de conservation UICN

 EN  : En danger
Pristimantis affinis est une espèce d'amphibiens de la famille des Craugastoridae.

## Répartition
Cette espèce est endémique du département de Cundinamarca en Colombie. Elle se rencontre entre 2 600 et 3 300 m d'altitude dans la cordillère Orientale.

## Publication originale
- Werner, 1899 : Über Reptilien und Batrachier aus Columbien und Trinidad. Verhandlungen der Zoologisch-Botanischen Gesellschaft in Wien, vol. 49, p. 470–484 (texte intégral).